# (2092) Sumiana
(2092) Sumiana ist ein Asteroid des äußeren Hauptgürtels, der von der sowjetischen Astronomin Ljudmila Tschernych am 16. Oktober 1969 am Krim-Observatorium in Nautschnyj (IAU-Code 095) entdeckt wurde. Sichtungen des Asteroiden hatte es vorher schon gegeben, zum Beispiel am 4. Mai 1967 unter der vorläufigen Bezeichnung 1967 JG am selben Observatorium.
Der Asteroid ist Mitglied der Koronis-Familie, einer Gruppe von Asteroiden, die nach (158) Koronis benannt ist. Die zeitlosen (nichtoskulierenden) Bahnelemente von (2092) Sumiana sind fast identisch mit denjenigen von fünf kleineren (wenn man von der Absoluten Helligkeit von 15,2, 15,3, 16,3, 17,1 und 17,2 gegenüber 11,8 ausgeht) Asteroiden: (117655) 2005 EG182, (133419) 2003 SE189, (219861) 2002 CP250, (290675) 2005 UL338 und (373859) 2003 QW83.
Nach dem UBV-System wurde bei einer Beobachtung vom 6. April 2009 bei (2092) Sumiana von einer hellen Oberfläche ausgegangen. Es würde sich demnach um einen Asteroiden vom S-Typ handeln. Der mittlere Durchmesser des Asteroiden wird in dieser Untersuchung auf 11,9 km geschätzt.
(2092) Sumiana wurde am 1. April 1980 nach der nordostukrainischen Stadt Sumy benannt.